# Allenhyphes spinosus
Allenhyphes spinosus is een haft uit de familie Leptohyphidae. De wetenschappelijke naam van de soort is voor het eerst geldig gepubliceerd in 1969 door Allen & Roback.
De soort komt voor in het Neotropisch gebied.